# Swertia javanica
Swertia javanica är en gentianaväxtart. Swertia javanica ingår i släktet Swertia och familjen gentianaväxter.

## Underarter
Arten delas in i följande underarter:
- S. j. coerulescens
- S. j. confusa
- S. j. javanica
- S. j. nana
- S. j. steenisii
- S. j. sumatrensis